# Saône-et-Loire
Saône-et-Loire ( fransk udtale ?) er et fransk departement i regionen Bourgogne. Hovedbyen er Mâcon, og departementet har 544.893 indbyggere (1999).
Der er 5 arrondissementer, 29 kantoner og 567 kommuner i Saône-et-Loire.